# MTV Unplugged II
MTV Unplugged II ist ein Live- und Akustikalbum der deutschen Rap-Gruppe Die Fantastischen Vier aus der MTV-Unplugged-Reihe. Es erschien am 26. Oktober 2012 über das Label Sony Music als CD- und DVD-Version. Das Album wurde am 25. Juli 2012, wie auch schon das erste MTV Unplugged der Gruppe, in der Balver Höhle bei Balve aufgenommen.

## Inhalt
Die auf MTV Unplugged II enthaltenen Lieder stammen von den jüngeren Alben der Gruppe und unterscheiden sich komplett von den gespielten Stücken ihres ersten Unplugged-Albums. Es sind Titel aus den Alben Lauschgift (ein Track), Viel (vier Songs), Fornika (sechs Lieder) und Für dich immer noch Fanta Sie (sieben Stücke) enthalten. Von den früheren Studioalben Jetzt geht’s ab, 4 gewinnt, Die 4. Dimension und 4:99 wurden hingegen keine Titel gespielt.
Auf der DVD/Blu-ray-Version befindet sich zusätzlich ein Making of: Hinter den Kulissen.

## Covergestaltung
Das Albumcover ist in dunkelblauen Farbtönen gehalten und zeigt die Band bei ihrem Auftritt in der Balver Höhle. Im oberen Teil des Bildes befinden sich die weißen Schriftzüge DieFantastischenVier und MTV Unplugged II.

## Titelliste
| CDs | DVD/Blu-ray |
| --- | --- |
| CD 1 1. Fornika – 6:57 2. Ernten was wir säen – 4:47 3. Danke – 4:50 4. Dann mach doch mal – 4:50 5. Geboren – 4:18 6. Ichisichisichisich – 8:13 7. Smudo in Zukunft – 3:49 8. Mehr nehmen – 4:11 9. Pipis und Popos – 5:47 10. Mantra – 6:28 CD 2 1. Mission Ypsilon – 3:43 2. Was wollen wir noch mehr? – 8:11 3. Bring It Back – 3:43 4. Gebt uns ruhig die Schuld (den Rest könnt ihr behalten) – 4:55 5. Kaputt – 4:12 6. Einfach sein – 4:45 7. Populär – 4:51 8. Troy – 9:27 | 1. Auftritt (Vorspann) – 1:54 2. Fornika – 5:14 3. Ernten was wir säen – 5:21 4. Danke – 4:46 5. Dann mach doch mal – 4:34 6. Geboren – 4:39 7. Ichisichisichisich – 4:49 8. Smudo in Zukunft – 7:11 9. Mehr nehmen – 4:12 10. Pipis und Popos – 5:34 11. Mantra – 6:38 12. Mission Ypsilon – 3:33 13. Was wollen wir noch mehr? – 8:34 14. Bring It Back – 3:40 15. Gebt uns ruhig die Schuld (den Rest könnt ihr behalten) – 4:46 16. Kaputt – 4:23 17. Einfach sein – 4:06 18. Populär – 5:03 19. Troy – 8:29 20. Credits (Abspann) – 3:47 21. Hinter den Kulissen (Making of: MTV Unplugged II) – 22:00 |

## Chartplatzierungen und Auszeichnungen
MTV Unplugged II stieg am 9. November 2012 auf  Platz 1 in die deutschen Albumcharts ein und belegte in den folgenden Wochen die Ränge 9 und 19. Insgesamt hielt sich das Album 13 Wochen in den Top 100.
Für mehr als 100.000 verkaufte Exemplare erhielt das Livealbum im Jahr 2023 in Deutschland eine Goldene Schallplatte.

## Rezeption
| Professionelle Bewertungen | Professionelle Bewertungen |
| -------------------------- | -------------------------- |
| Kritiken                   |                            |
| Quelle                     | Bewertung                  |
| laut.de                    | [ 5 ]                      |

David Hutzel von laut.de bewertete das Album mit drei von möglichen fünf Punkten. Er meint, dass „das Augenmerk auf den instrumentalen Arrangements [liege]“ und die Fantastischen Vier etwas in den Hintergrund treten ließe. Die gespielten Stücke seien aufgrund der neuen Instrumentierung oft weit entfernt von den Studioversionen, was teils gut und teils schlecht ausfalle. Außerdem hätte er sich gewünscht, dass die Band mehr ihrer „Klassiker“ auf dem Album spielt.